# Trevor Holder
Pour les articles homonymes, voir Holder.
Trevor Holder, né le 8 mai 1973 à Saint-Jean, est un homme politique canadien. Il est le député progressiste-conservateur de Portland-Simonds (anciennement Saint John Portland) à l'Assemblée législative du Nouveau-Brunswick de 1999 à 2024.

## Biographie
Trevor Holder obtient son diplôme de l'école secondaire en 1991. Il poursuit ses études à l'Université du Nouveau-Brunswick à Saint John, où il obtient en 1995 un baccalauréat ès arts en sciences politiques et en histoire.
Élu pour la première fois dans la circonscription de Saint John Portland lors des élections générales de 1999, il est réélu aux élections de 2003 et est nommé ministre de l'Environnement et des Gouvernements locaux vers la fin de la législature. Réélu au élections de 2006, il reprend un temps le portefeuille de l'Environnement.
De nouveau réélu au élections de 2010, il est assermenté le 12 octobre 2010 aux postes de ministre du Tourisme et des Parcs et de ministre du Mieux-Être, de la Culture et du Sport dans le gouvernement David Alward.
Réélu dans Portland-Simonds lors des élections de 2014 et des élections de 2018, il accepte en 2018 le portefeuille de l’Éducation postsecondaire, de la Formation et du Travail dans le gouvernement de Blaine Higgs. Il conserve ce portefeuille après sa réélection aux élections de 2020.
En juin 2023, une semaine après la démission de la ministre Dorothy Shephard, il démissionne à son tour du Cabinet Higgs, estimant que le premier ministre n'écoute pas les préoccupations légitimes des membres de son caucus. Peu de temps auparavant, Trevor Holder et Dorothy Shephard avaient voté avec l'opposition dans le dossier de la révision de la politique 713 sur l'identité de genre et l'orientation sexuelle dans les écoles.
En mars 2024, il annonce qu'il ne se représente pas.